# Ano Ko no Kodomo
Ano Ko no Kodomo (japonês: あの子の子ども, lit. "O Filho Daquela Garota") é uma série de mangá japonesa escrita e ilustrada por Mamoru Aoi. Ela conta a história de Sachi e seu namorado Takara, dois estudantes do ensino médio, que devem lidar com a gravidez inesperada de Sachi, explorando tópicos sobre gravidez na adolescência e como as vidas dos personagens e relações interpessoais lidam com o evento.
O mangá foi serializado na revista shōjo Bessatsu Friend da Kodansha de maio de 2021 a julho de 2024, com o nono e último volume tankōbon lançado no mês seguinte. Uma adaptação para drama estreou em junho de 2024.
Em 2023, o mangá ganhou o 47º Prêmio de Mangá Kodansha na categoria shōjo. O lançamento em inglês do primeiro volume foi indicado ao Eisner Awards de 2024 de Melhor Publicação para Adolescentes.

## Personagens
Sachi Kawakami (川上福, Kawakami Sachi)
Interpretada por: Hiyori Sakurada
Takara Tsukishima (月島宝, Tsukishima Takara)
Interpretado por: Kanata Hosoda
Nozomi Yazawa (矢沢望, Yazawa Nozomi)
Interpretada por: Mizuki Kayashima
Hayato Sasabe (笹部隼人, Sasabe Hayato)
Interpretado por: Oshiro Maeda
Kō Kawakami (川上幸, Kawakami Kō)
Interpretado por: Kōta Nomura
Yūto Okita (沖田侑斗, Okita Yūto)
Interpretado por: Atsushi Hashimoto
Kei Kawakami (川上慶, Kawakami Kei)
Interpretado por: Tōru Nomaguchi
Naomi Tsukishima (月島直実, Tsukishima Naomi)
Interpretada por: Rie Mimura
Harumi Kawakami (川上晴美, Kawakami Harumi)
Interpretada por: Hikari Ishida

## Mídias

### Mangá
Escrita e ilustrada por Mamoru Aoi, a série começou a ser serializada na revista Bessatsu Friend da Kodansha em 13 de maio de 2021. A série entrou em seu arco final em 13 de dezembro de 2023. A série encerrou sua história principal em 12 de julho de 2024, com quatro capítulos spin-off sendo publicados a partir de 13 de agosto do mesmo ano. Os capítulos individuais da série foram reunidos em dez volumes tankōbon, lançados de 13 de setembro de 2021 a 13 de novembro de 2024.
| N.º | Data de lançamento     | ISBN              |
| --- | ---------------------- | ----------------- |
| 1   | 13 de setembro de 2021 | 978-4-06-524788-4 |
| 2   | 13 de janeiro de 2022  | 978-4-06-526435-5 |
| 3   | 13 de maio de 2022     | 978-4-06-527696-9 |
| 4   | 13 de setembro de 2022 | 978-4-06-529175-7 |
| 5   | 13 de janeiro de 2023  | 978-4-06-530378-8 |
| 6   | 12 de maio de 2023     | 978-4-06-531727-3 |
| 7   | 13 de setembro de 2023 | 978-4-06-532997-9 |
| 8   | 13 de março de 2024    | 978-4-06-534633-4 |
| 9   | 9 de agosto de 2024    | 978-4-06-535878-8 |
| 10  | 13 de novembro de 2024 | 978-4-06-536711-7 |

### Drama
Uma adaptação para drama foi anunciada em 25 de maio de 2024. O drama é dirigido por Hidenobu Abera, Miyō Yamaura e Takeshi Matsuura, com Naomi Hiruta cuidando da composição da série e Haruka Nakamura compondo a música. Estreou na Kansai Television em 25 de junho de 2024.

## Recepção
A série ficou em oitavo lugar na lista de quadrinhos recomendados da Publisher Comics de 2022. Na edição 2022 do guia Kono Manga ga Sugoi!, a série ficou em 14º lugar na lista dos melhores mangás para leitoras. Em 2023, Ano Ko no Kodomo ganhou o 47º Prêmio de Mangá Kodansha na categoria shōjo. Em 2024, o primeiro volume foi indicado ao Eisner Awards de Melhor Publicação para Adolescentes.
O autor de mangá Makoto Yukimura recomendou o mangá em sua conta no Twitter em maio de 2023, comentando: "É um mangá que considera seu tema de forma muito séria e séria. A habilidade precisa de Mamoru Aoi e sua abordagem séria à criação tocaram meu coração."